# Jugoslawische Eishockeyliga 1972/73
Die Saison 1972/73 war die 31. Spielzeit der jugoslawischen Eishockeyliga, der höchsten jugoslawischen Eishockeyspielklasse. Meister wurde zum insgesamt 16. Mal in der Vereinsgeschichte der HK Jesenice.

## Finalrunde
|    | Klub                  | Punkte |
| -- | --------------------- | ------ |
| 1. | HK Jesenice           | 21     |
| 2. | HK Olimpija Ljubljana | 17     |
| 3. | KHL Medveščak Zagreb  | 10     |
| 4. | HK Partizan Belgrad   | 0      |

Sp = Spiele, S = Siege, U = Unentschieden, N = Niederlagen